# Amt Gelting

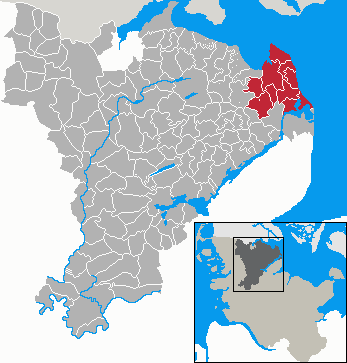
Lage des ehem. Amtes Gelting im Kreis Schleswig-Flensburg

Im Amt Gelting war ein Amt im Osten des Kreises Schleswig-Flensburg in Schleswig-Holstein. Der Verwaltungssitz befand sich in der Gemeinde Gelting.
Das Amt hatte eine Fläche von 100 km² und 6100 Einwohner in den Gemeinden
1. Gelting
2. Hasselberg
3. Kronsgaard
4. Maasholm
5. Nieby
6. Pommerby
7. Rabel
8. Rabenholz
9. Stangheck
10. Stoltebüll

## Geschichte
1970 entstand das Amt in seiner letzten Form aus den damaligen Ämtern Gelting und Buckhagen-Oehe und den Gemeinden Stoltebüll und Stangheck. Zum 1. Januar 2008 bildeten die Gemeinde der Ämter Gelting und Steinbergkirche das Amt Geltinger Bucht.

## Wappen
| | Blasonierung: „Von Blau und Gold schräglinks geteilt. Oben, aus dem oberen Schildrand hervorbrechend, eine strahlende Sonne, unten zehn stilisierte, in drei Gruppen von zwei, drei und fünf Gliedern zusammengestellte Möwen im Flug in verwechselten Farben.“ |
| Wappenbegründung: Mit der Sonne nimmt das Amtswappen von Gelting eine der beiden Figuren aus dem Wappen der namensgleichen Gemeinde auf. Sie steht zudem für die Bedeutung der Region als Feriengebiet. Die andere Wappenfigur, das von zehn stilisierten Möwen gebildete Flugbild, verweist auf die Lage des Amtssitzes in der Nachbarschaft des weithin bekannten, ökologisch wichtigen Naturschutzgebietes "Geltinger Birk", das zahlreichen Seevögeln alljährlich als Brut- und Raststätte dient. Überdies symbolisieren die Möwen die zehn Amtsgemeinden Gelting, Hasselberg, Kronsgaard, Maasholm, Nieby, Pommerby, Rabel, Rabenholz, Stangheck und Stoltebüll und verweisen auf deren Lage in der Nähe der Ostsee. Die Aufteilung des Wappenschildes sowie die Tingierung entsprechen der des Wappens des Kreises Schleswig-Flensburg, in dem das Amt liegt. Das Wappen wurde von Heinz Reinhold aus Stenderupfeld und Johannes Petersen aus Gelting gestaltet und am 14. September 1989 genehmigt. | |